# Carrier Carrosserie
Carrier Carrosserie – francuska firma produkująca nadwozia, głównie autobusowe dla koncernu Renault (później Irisbus) i Fast Concept Car, działająca w latach 1880–2014, z siedzibą w Alençon.

## Historia
Firma powstała jako Etablissements Georges Carrier w 1880 r., zaś we Alençon działała od 1962 r wraz z wybudowaniem fabryki w strefie przemysłowej miasta.
Od początku zajmowała się zabudową pojazdów Renault, cztery lata później została sprzedana. Ścisła współpraca zaowocowała produkcją minibusów na podwoziu dostawczych Renault.
Majem 1968 r doszło do strajku pracowniczego, gdzie 140 osób z 400 zatrudnionych wyszło na ulice, żądając podwyżki stawki godzinowej o 10 centów. W czasach świetności (w 1973 r) zatrudnienie zakładu liczyło 700 osób. W latach 1978–1979 r zakładom zagrażało bankructwo, w związku z tym została przejęta przez grupę Arbel produkującą wagony kolejowe. Lata 80. stanęły pod znakiem strajków pracowniczych i redukcji zatrudnienia do liczby mniejszej niż 150 osób, ocierając się o upadłość w 1986 r. w związku ze problemami grupy Arbel. W latach 1980–1984 r r trwał montaż ciągnika Tractorcoop 644 stworzonego z inicjatywy Jeana-Baptiste Doumenga na podzespołach rumuńskiego Universal/UTB (stanowiącego licencyjną wersję Fiata).
Zakłady przemianowane na Société nouvelle Carrosserie Carrier przejęło Carrier Industries. W 1993 r zatrudnienie zakładów uległo dalszej redukcji. Przełomem stała się zawiązana współpraca z Ponticelli Freres i Vendee Fast oraz opracowanie wspólnymi siłami autobusu szkolnego - Carrier Scoler 1 w 1994 r, wdrożonego do produkcji seryjnej dwa lata później. Rok po premierze, rozpoczęto produkcję Renault MRC 35 opartą na podwoziu Ponticelli, głównie dla żandarmerii. Firma popadła w kłopoty finansowe i w 1999 r groziło jej bankructwo.

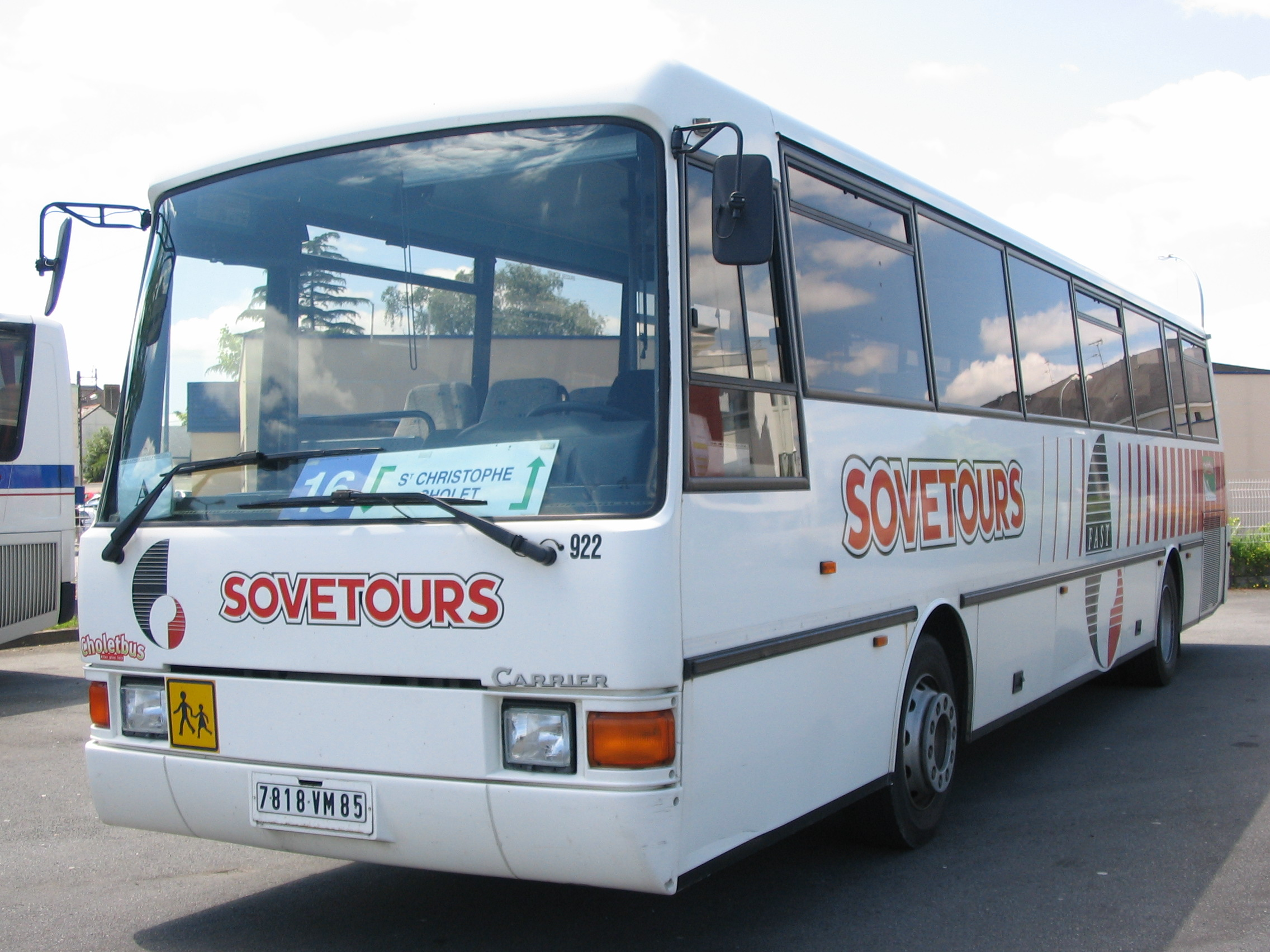
Wdrożony do produkcji seryjnej w 1996 r FAST Scoler odniósł sukces rynkowy i uratował firmę przed bankructwem.

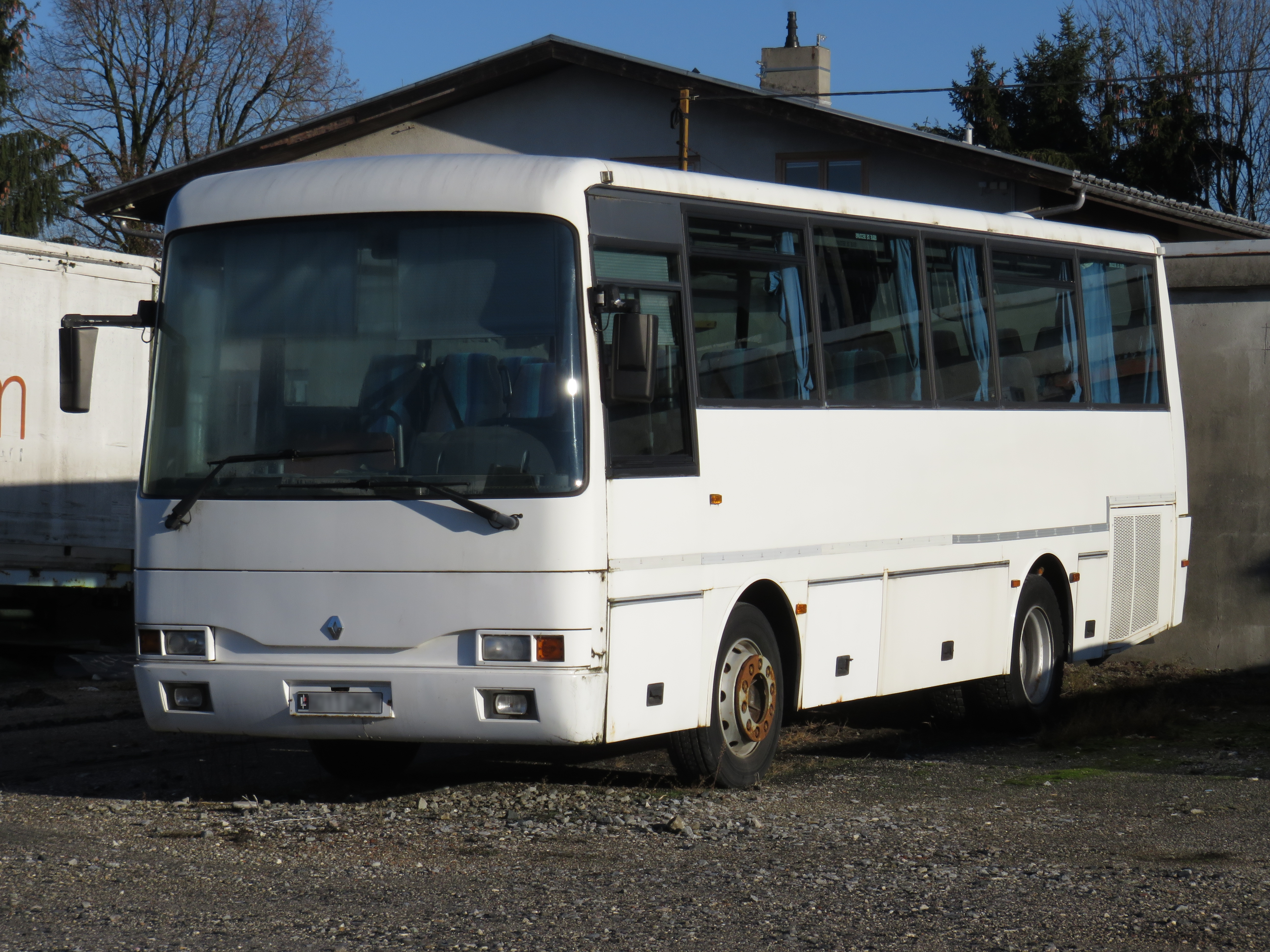
Renault MRC 35

Przełomem stało się przejęcie zakładów w 2000 r przez Grupę FAST poprzez spółkę Fast Concept Car. Poza dalszą produkcją modelu MRC 35 dla koncernu Irisbus (sprzedawanego jako Irisbus Medium), wytwarzano nową generację modelu Scoler i późniejszych modeli pochodnych (Syter, Starter) dzielących to samo nadwozie.
W listopadzie 2007 r zatrudnienie liczyło 250 osób (w tym 70 tymczasowych), obroty - na 24 miliony euro. Zakłady Carrier Carrosserie (w 2008 r) obejmowały powierzchnię 5 ha, z czego 27 000 m² było powierzchnią produkcyjną. Zatrudnienie liczyło 260 osób, zaś szacowana wydajność produkcji wynosiła 400 pojazdów rocznie. W roku 2010 r produkcja we zakładach Carrier wynosiła średnio 2,5 pojazdu dziennie (tj. 10 autokarów tygodniowo), roczna produkcja miała wzrosnąć z 400 do 500 pojazdów, zatrudnienie liczyć 260 osób, w tym 60 tymczasowych. Dobrą sytuację zakładów, dyrektor generalny Carrier Carrosserie, Benoit Grislain tłumaczył dostępnością pojazdów dla osób ze ograniczoną sprawnością (opatentowany system windy dla niepełnosprawnych) i rozwojem transportu powiązany ze strategią zrównoważonego rozwoju. Ponadto trwały prace nad autobusem z całkowicie solarnym dachem, który miał wejść na rynek latem 2011 r. Ówczesny kandydat na prezydenta Francji, François Bayrou złożył wizytę w zakładach Carrier.
W maju 2013 r donoszono o obawach pracowników z zatrudnianiem zagranicznej siły roboczej, m.in. 20 pracowników pochodzenia polskiego. Wedle obowiązującego prawa, zagraniczni pracownicy powinny uzyskiwać wynagrodzenie w tej samej wysokości, co francuscy, lecz nie są zobowiązani do płacenia składek na ubezpieczenie zdrowotne i nie muszą być przekazywane na rzecz Francji - czyniąc ich atrakcyjną siłą roboczą z punktu widzenia firmy. Zarzuty rady związkowej odrzuciła prezes Fast Concept Car, uzasadniając krok tymczasowym niedoborem zasobów ludzkich i wzrostem zapotrzebowania. W październiku 2013 r. zakłady Carrier Carrosserie zostały postawione w stan upadłości, pomimo korzystania w poprzednich latach ze wsparcia w postaci środków publicznych w wysokości 179 tys. euro  (w 2011 r przez Conseil Général de l'Orne) i 147 tys. euro (w maju 2013 r Conseil Régional de Basse-Normandie). Te drugie wsparcie było związane ze udziałem w programie opracowania prototypu autobusu w pełni elektrycznego o nazwie Scol'Elec we współpracy ze PVI (Ponticelli Vehicle Industries).
Ponadto, Benoît Grislain, dyrektor Carrier w latach 2003 - 2006 r, później dyrektor generalny w 2006 - 2012 r zażądał od byłej firmy niemal milion euro za niezapłacone nadgodziny i odszkodowanie za zwolnienie dokonane niezgodne ze prawem. Był odpowiedzialny za zwiększenie obrotów firmy ze 14 mln euro (w 2003 r) do 31 mln euro (2011 r). Doradca Carrier, Cyrille Bertrand, podważył roszczenia byłęgo dyrektora, obarczając go winą za przedwczesne wprowadzenie na rynek 2 modeli autobusów wiosną 2011 r (Fast Concept Car mogło wstrzymać się z decyzją kilka miesięcy). Złe wykonanie autobusów wpłynęło na opóźnienia w dostawach, w konsekwencji w ciągu 2 lat straty firmy wyniosły 7 mln, pogłębione wybuchem pożaru we zakładach. Były dyrektor generalny winą za wytykane zarzuty obarczył Arnauda Ringearda - wskazując utratę kontraktu dla przewoźnika Veolia opiewającego na 250 pojazdów, zaś przedwczesne wypuszczenie drugiego modelu na rynek miało rzekomo być jego świadomie podjętą decyzją, choć testy pierwszych pojazdów nie zostały sfinalizowane. W chwili objęcia zakładów zarządem komisarycznym, opłacalność produkcji w zakładach była szacowana na 8 pojazdów tygodniowo (dla porównania, do niedawna wynosiło ono 12 pojazdów). Siedmiomilionowe straty według dyrektora generalnego Carrier Carrosserie, Sophie du Merle, były spowodowane wdrożeniem do produkcji seryjnej dwóch nowych modeli. wskazała również trudności z utrzymaniem idealnego tempa produkcji.
Pracownicy zakładów oskarżali Fast Concept Car za celowe działania zmierzające do zamknięcia fabryki. Wedle medialnych doniesień, na pół roku przed ogłoszeniem upadłości, zakłady miały mieć rzekomo szereg zamówień na autobusy, planowano wprowadzenie nadgodzin i zwiększenie zatrudnienia, również o pracowników tymczasowych. Ponadto w ostatnich latach odnotowały zysk, zaś sprzedaż w 2013 r odnotowano 8% wzrost w stosunku do 2012 r. Sekretarz CGT, Philippe Toussaint wyraził obawy, że kierownictwo Carrier wykorzysta tę sytuację do zamrożenia wynagrodzeń i wycofania świadczeń socjalnych.
Zakłady zostały wystawione na sprzedaż przez zarząd 27 listopada 2013 r. Nadzieją dla zakładów było wyrażone zainteresowanie zakupem przez tunezyjski Setcar, partnera biznesowego Volvo Trucks i producenta autobusów miejskich, 17 stycznia, lecz ostatecznie firma się wycofała. Zamknięcie fabryki wywołało emocje wśród pracowników żądających zwiększenia odpraw i wszczęcie protestu. Zatrudnienie miało również 100 pracowników tymczasowych. Obroty liczyły 21 mln euro. Sekretarz Rady Zakładowej Carrier, Redouane Lafer (CGT) wyraził pod koniec demonstracji, niezadowolenie ze sposobu postępowania spółki-matki wobec zakładów i postawy rodziny Ringeard stojących na czele Grupy Fast i Fast Concept Car, która nie pozwalała na prawidłowe przeprowadzenie działań zarządcy sądowemu, wspólnotom terytorialnym i państwu. Pracownicy chcieli uzyskać odszkodowanie w wysokości 20-30 tys. euro za każde stanowisko (miast 7 000 euro oferowanych przez kierownictwo). Arnaud Ringeard, prezes Carrier Carrosserie w liście otwartym wskazał, że prowadząc rozmowy z politykami, wyrażał własne obawy nt. delokalizacji produkcji pojazdów przez konkurencję do państw o niskich kosztach pracy, i niechęć państwowych spółek zależnych do zakupu pojazdów krajowej produkcji (co stanowiło dużą część sprzedaży); wprowadzone inwestycje i strategie miały pozwolić firmie na nierówną walkę z importem używanych autokarów; wsparcie finansowe w formie dotacji przez Radę Generalną w 2009 r w wysokości 89 700 euro na prace modernizacyjne (faktyczne koszty wyniosły 4 340 000 euro) i na opracowanie autobusu elektrycznego; ponowne wprowadzenie do sprzedaży we wrześniu 2013 r modelu Scoler 4 i prace nad autobusem z ogniwami paliwowymi - wskazał jako osiągnięcia. Wśród problemów wewnętrznych wymienił błędy w projektowaniu pojazdów, trudności czasowe z dostosowaniem produkcji pod zmieniające się certyfikaty i angażem pracowników powiązaną ze absencją wynoszącą ponad 10% - powyższe problemy uniemożliwiały na dalsze podtrzymanie promocji marki Made in France (Wyprodukowane we Francji), Wyraził również rozczarowanie głosami krytycznymi urzędników i klienteli za niedostrzeganie wkładu Grupy FAST w podwojenie wielkości upadających zakładów i aktywną promocję krajowej produkcji, dowodząc o swej trosce i dochowaniu starań o utrzymanie firmy. 11 grudnia 2014 r strajkujący pracownicy Carrier domagali się kontaktu ze przedstawicielami Fast Concept Car, która od momentu objęcia zarządem komisarycznym nie kontaktowała się ze strajkującymi. Przedstawiciele Carrier wskazali, że ocena sytuacja pozostawia niewielkie pole manewru, ponadto konkurencja przeniosła się do Czech, Turcji i Chin. Sąd gospodarczy w Alençon odroczył postępowanie ws. Carrier Carrosserie ze 20 na 28 stycznia 2014 r. z uwagi na potencjalne przejęcie zakładów przez tunezyjski Setcar. Zainteresowanie Setcar zakładami wynikało ze potrzeby dywersyfikacji działalności w związku ze pogarszającą się wówczas sytuacją we Tunezji. Podczas debaty w sali posiedzeń plenarnych dnia 30 stycznia 2014 r, Minister-delegat ds. Małych i Średnich Przedsiębiorców, Innowacji i Gospodarki Cyfrowej, Fleur Pellerin wymienił działania podjęte przez państwo francuskie na rzecz uratowania zakładów Carrier przed zamknięciem. Poprzez Francuską Agencję Inwestycji Międzynarodowych od listopada 2013 r poszukiwano zagranicznych inwestorów zainteresowanych przejęciem zakładów. Z 51 potencjalnych kandydatów, pięć kandydatur było szczególnie rozważanych podczas spotkań roboczych i wyjazdów terenowych. Ostatecznie, działania te zakończyły się fiaskiem i brakiem ofert przed upływem wskazanego terminu, tj. 24 stycznia 2014 r. Grupa pracowników Carrier wyraziło chęć przejęcia części majątku zakładowego jako spółdzielnia pracownicza, lecz rokowania powodzenia incjatywy były niskie. Dalsze działania państwa wobec Carrier Carrosserie wedle zapowiedzi miały się sprowadzać do indywidualnego wsparcia pracowników (we współpracy z władzami lokalnymi) w ramach przedłużenia umowy o zabezpieczeniu społecznym, tj. przeprowadzenie diagnostyki w celu przekwalifikowania części pracowników i zachęcenie pracowników do przeniesienia się do obszarów przemysłowych wpasowujących się w ich kwalifikacje. Rozważano również włączenie strefy przemysłowej Alençon pod pomoc regionalną. Oficjalnie, 28 stycznia 2014 r ogłoszono bankructwo zakładów.
W kwietniu 2014 r 176 pracowników zażądało odszkodowania w wysokości 60 tys. euro (w sumie 10 mln euro) w postępowaniu uproszczonym. Od 2004 r 24 mln euro dywidendy miało trafić na konto Fast Concept Car i Sicete financiere de la Chesnaie. Strona przeciwna deklarowała otrzymanie 200 000 euro. Ponadto przytoczyła problemy zakładów we wiosną 2011 r, kiedy modele Scoler i Starter miały zadebiutować. Z racji na ich niskie wykończenie i jakość montażu, dokonano wielu zwrotów, a liczba usterek wyniosła 150. Dostawy pojazdów zaliczyły opóźnienia. 1 lipca 2014 r miało miejsce wyprzedawanie majątku firmy w ramach aukcji. 
We wrześniu 2015 r 148 pracowników Carrier złożyło wniosek do sądu pracy o odszkodowanie w wysokości 155 000 euro za "zaaranżowaną likwidację", która miała ułatwić przeniesienie produkcji autobusów ze Francji do Egiptu, gdzie produkowane są modele Starter S i Starter LE. Wedle relacji pracowników, podczas aukcji, część majątku zostało nabyte przez MCV, przedstawicielom egipskiej firmy miał towarzyszyć były dyrektor finansowy firmy, natomiast patenty Carrier zostały przeniesione do kraju uchodzącego za raj podatkowy. Sąd w styczniu 2016 r orzekł, że akta likwidacji nie wykazują żadnych nieprawidłowości i odrzucił roszczenia byłych pracowników. 
We wrześniu 2018 r 142 pracowników Carrier złożyło apelację. Sędziowie Sądu Gospodarczego, w dokumentach złożonych przez prawnika pracowników, mieli zostać oszukani przez Arnauda Ringearda w przyczynach wniosku o ogłoszenie upadłości. Zakłady nie posiadały własnej autonomii, jej produkcja była w pełni zależna od zleceń firmy-matki, tj. Fast Concept Car. Nie funkcjonował dział handlowy, stąd żądanie 5,6 mln euro zwrotu na rzecz FCC. Wniesiony 31 stycznia 2019 r wniosek o udostępnienie sprawozdania ze procesu zamykania fabryki i odszkodowanie w wysokości 105 000 euro dla 142 pracowników, zakończył się podtrzymaniem wyroku 20 czerwca 2019 r przez Sąd Apelacyjny w Caen. W trakcie rozprawy adwokat reprezentujący żądania wnioskodawców wskazywał na roszczenie Fast Concept Car względem swej spółki zależnej Carrier opiewającej na kwotę 5,7 mln euro wystawione 31 sierpnia 2013 r., które spółka miała zapłacić natychmiastowo, przyczyniając się do pogorszenia sytuacji finansowej Carrier (argument był wnoszony również we wrześniu 2016 r  w Sądzie Gospodarczym we Alençon); ponadto żądano 50 tys. euro odszkodowania od likwidatora Carrier Carrosserie za niedopełnienie czynności związanych ze przekwalifikowaniem statusu zwolnionych pracowników. Jego zdaniem, zamknięcie fabryki było oszustwem finansowym, co dowodzi wyprzedawanie na aukcji maszyn produkcyjnych przez egipskie MCV i przeniesienie siedziby Fast we Alençon. 
W październiku 2019 r ponownie 83 byłych pracowników zakładów oskarżyło Grupę FAST i Fast Concept Car o niewłaściwe zarządzanie/wykorzystanie majątku firmy.

### Tractorcoop
Interagra zaprezentowała w salonie w Moskwie 9 października 1980 r ciągnik Tractocoop 644. Specyficzność pojazdu była związana z prowadzoną formą sprzedaży, tj. miał być sprzedawany bezpośrednio spółdzielniom rolniczym, unikając podatku nakładanego na ciągniki rolnicze. Planowano sprzedaż rzędu 1000 ciągników w pierwszym roku sprzedażowym i jej wzrost w następnych latach szacowano na 25%. Cena miała wynosić 10-11 000 dolarów/40 000 franków (konkretna kwota była dopiero na etapie badań) W salonie w Paryżu miał zostać pokazany w marcu 1981 r. Brak wyrafinowania technicznego i sprzedaż wyłącznie spółdzielniom miała pozwolić na sprzedaż ciągnika w niższej cenie. Zagraniczną sprzedaż określano na poziomie 5000 ciągników w ciągu 2 lat. Prowadzono rozmowy z firmą Guya Ligiera na budowę zakładu produkcyjnego. Pod koniec 1980 r rozpoczęto montaż w zakładach Carrier Carrosserie w Alençon. Wydajność montażu szacowano na 50 sztuk miesięcznie. Koszt inwestycji wyniósł ówczesny 1 mln $. Ciągnik cechował się napędem na cztery koła i mocą 70 KM. Silnik i podwozie dostarczały zakłady UTB/Universal na licencji Fiata. Traktor sprzedawano bezpośrednio użytkownikowi, tj. spółdzielniom rolniczym, unikając wysokich kosztów kredytu czy rozliczeń. Tymi argumentami Jean-Baptiste Doumeng odsuwał oskarżenia o stosowanie dumpingowych cen kształtujących się w kwocie 11 tys. dolarów, czyli około połowy ceny konkurencyjnych ciągników. Sukces modelu uzależniał dalsze plany ekspansji na rynki krajów rozwijających się, tj. Meksyku, Mozambiku i Zimbabwe, a w kolejnych latach również w Turcji, Indonezji i Brazylii. gdzie mógłby być montowany. W pierwszym roku sprzedaży zakładano sprzedaż na poziomie 500 egzemplarzy, aby po 5 latach udział na rynku ciągników wzrósł do 10%. Montaż pojazdu została zaprzestana ok. 1984 r, kończąc inicjatywę porażką.

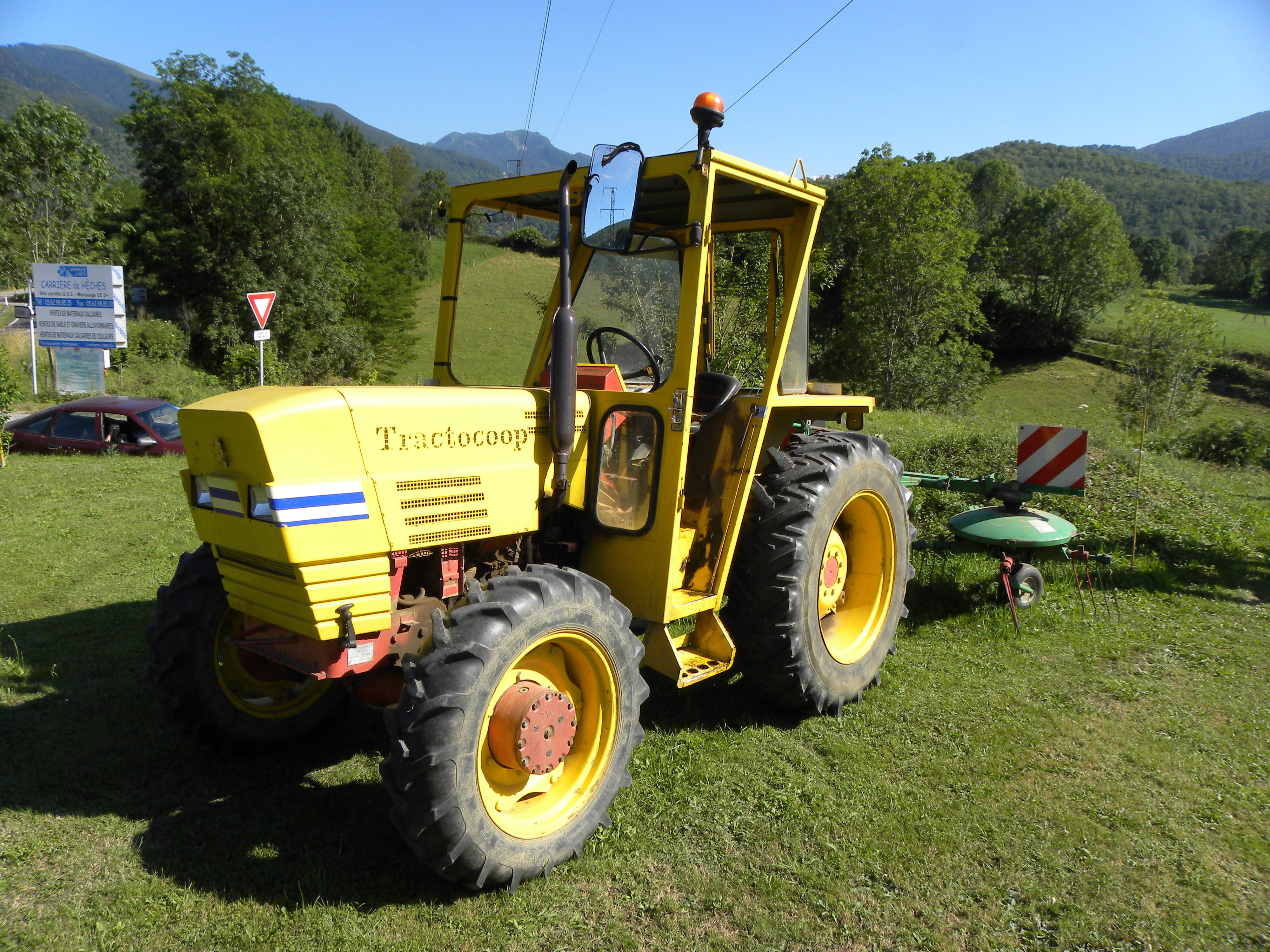
Tractocoop 644

| Dane techniczne   | Dane techniczne                |
| ----------------- | ------------------------------ |
| Silnik            | D121-050                       |
| Moc nominalna     | 64 KM                          |
| Moment obrotowy   | 2400 obrotów/min               |
| Stopień sprężania | 17:1                           |
| Skrzynia biegów   | 12 biegów do przodu, 3 do tyłu |
| Pojemność         | 3595 cm³                       |
| Długość           | 3730 mm                        |
| Szerokość         | 1578 - 2378 mm                 |
| Wysokość          | 2485 mm                        |
| Waga              | 2820 kg                        |
| Koła              | Przód: 9,5x24 Tył: 14,9 x 30   |
| WOM               | 540 obrotów na minutę          |
| Rozstaw kół       | 2140 mm                        |